# Defensor del Pueblo de la Región de Murcia
El Defensor del Pueblo de la Región de Murcia era el Alto Comisionado de la Asamblea Regional de Murcia para la protección y defensa de los derechos fundamentales y las libertades de los ciudadanos murcianos.
La figura del Defensor del Pueblo de la Región de Murcia fue creada por Ley 6/2008, de 20 de noviembre y suprimida por Ley 14/2012, de 27 de diciembre. El 26 de noviembre de 2008 fue nombrado José Pablo Ruiz Abellán (anterior Consejero de Turismo de la Comunidad Autónoma) como Defensor del Pueblo de la Región de Murcia, y el 17 de diciembre del mismo año Raimundo Benzal Román como Adjunto.
El Defensor del Pueblo de la Región de Murcia tenía su sede en la ciudad de Murcia.

## Función
Esta institución está encargada de supervisar la actuación de la Administración autonómica de Murcia, sus entes, organismos, empresas públicas, autoridades y personal. Puede supervisar también la actuación de las entidades locales murcianas en las materias en las que el Estatuto de Autonomía de la Región de Murcia atribuye competencia a la Comunidad Autónoma.

## Elección y nombramiento
El Defensor del Pueblo de la Región de Murcia es elegido por mayoría de tres quintos de la Asamblea Regional de Murcia convocada al efecto, entre las candidaturas presentadas por los grupos parlamentarios. La elección es proclamada por la Presidencia de la Asamblea Regional de Murcia y de inmediato comunicada al Presidente de la Comunidad Autónoma, que expide el Decreto de nombramiento para su publicación en el Boletín Oficial de la Región de Murcia. El Defensor del Pueblo toma posesión de su cargo ante la Mesa de Asamblea Regional, prestando juramento o promesa al fiel desempeño de su función, acatar la Constitución y el Estatuto de Autonomía.
La duración del mandato del Defensor del Pueblo de la Región de Murcia es de cinco años, pudiendo ser reelegido por una sola vez para el mismo periodo.

## Supresión
El Defensor del Pueblo de la Región de Murcia es suprimido en Art. 68 de la  Ley 14/2012, de 27 de diciembre, de medidas tributarias, administrativas y de reordenación del sector público regional publicada en el BOE del jueves, 21 de febrero de 2013.
- Datos: Q5801361